# Max Richter
Max Richter (Hamelen, 22 maart 1966) is een in Duitsland geboren Britse componist en pianist. Hij werkt binnen het postminimalisme en in de ontmoeting tussen eigentijdse klassieke en alternatieve populaire muziekstijlen.

## Levensloop
Richter is klassiek geschoold, afgestudeerd aan de Universiteit van Edinburgh en in compositie aan de Royal Academy of Music in Londen. Ook studeerde hij bij Luciano Berio in Italië.
Na het afronden van zijn studie was Richter medeoprichter van het Piano Circus ensemble, dat bestaat uit zes pianisten met hedendaagse composities in uitvoering van onder meer Arvo Pärt, Brian Eno, Philip Glass en Steve Reich. Hij werkte tien jaar met het ensemble en produceerde vijf albums met hen. In 1996 werkte hij samen met The Future Sound of London als pianist en co-schrijver van het album Dead Cities. Daarna werkte hij twee jaar bij FSOL en droeg hij bij aan de albums The Isness en The Peppermint Tree and Seeds of Superconsciousness.
Samen met de Mercury Prize-winnaar Roni Size werkte Richter in 2000 aan het Reprazent-album In the Mode. Richter was niet alleen actief als componist, maar werkte ook mee aan albums als producer. Hij produceerde het album Lookaftering van Vashti Bunyan in 2005 en het album Rocking Horse van Kelli Ali in 2008. Hij componeerde muziek voor toneel, opera, ballet en film. Hij heeft tien soloalbums opgenomen en zijn muziek wordt veel gebruikt in de bioscoop. Richter had de filmmuziek gemaakt en gecomponeerd van Ari Folmans Israëlische geanimeerde oorlogsfilm Vals Im Bashir (2008), waarvoor hij groot succes oogstte.
Richter kenmerkt zich door een compositorische stijl die ambient samples combineert met kamermuziekinstrumenten. Sinds hij samenwerkte met de techno- en ambient-pioniers FSOL, heeft hij muziek opgevat als een samenspel van kleuren, geluiden en gevoelens die hij in zijn composities probeert te brengen. Eind juni 2020 werd Max Richter lid van de Academy of Motion Picture Arts and Sciences.

## Discografie

### Albums
- 2002: Memoryhouse
- 2004: The Blue Notebooks
- 2006: Songs from Before
- 2008: 24 Postcards in Full Colour
- 2010: Infra
- 2012: Recomposed by Max Richter: Vivaldi – The Four Seasons
- 2015: Sleep
- 2017: Three Worlds: Music from Woolf Works
- 2020: Voices
- 2021: Voices 2
- 2021: Exiles
- 2024: In a Landscape

## Filmografie
| Jaar           | Titel                             | Opmerkingen                            |
| -------------- | --------------------------------- | -------------------------------------- |
| 2007           | Nadzieja                          |                                        |
| 2008           | Henry May Long                    |                                        |
| Vals Im Bashir |                                   |                                        |
| 2009           | Penelopa                          |                                        |
| La prima linea |                                   |                                        |
| Lila, Lila     |                                   |                                        |
| 2010           | Die Fremde                        | met Stéphane Moucha                    |
| 2010           | Womb                              |                                        |
| 2010           | Haar naam was Sarah               | originele titel: Elle s'appelait Sarah |
| 2011           | Perfect Sense                     |                                        |
| 2011           | Impardonnables                    |                                        |
| 2011           | Citizen Gangster                  |                                        |
| 2012           | Spanien                           |                                        |
| 2012           | Lore                              |                                        |
| 2012           | Wadjda                            |                                        |
| 2012           | Syngué sabour, pierre de patience |                                        |
| 2012           | Disconnect                        |                                        |
| 2013           | La religieuse                     |                                        |
| 2013           | The Congress                      |                                        |
| 2013           | The Lunchbox                      |                                        |
| 2013           | The Last Days on Mars             |                                        |
| 2013           | La marque des anges - Miserere    |                                        |
| 2014           | 96 heures                         |                                        |
| 2014           | Cesta ven                         |                                        |
| 2014           | Escobar: Paradise Lost            |                                        |
| 2014           | Testament of Youth                |                                        |
| 2015           | Into the Forest                   |                                        |
| 2016           | La Danseuse                       |                                        |
| 2016           | Morgan                            |                                        |
| 2016           | Miss Sloane                       |                                        |
| 2017           | The Sense of an Ending            |                                        |
| 2017           | Return to Montauk                 |                                        |
| 2017           | Hostiles                          |                                        |
| 2018           | White Boy Rick                    |                                        |
| 2018           | Werk ohne Autor                   |                                        |
| 2018           | Mary Queen of Scots               |                                        |
| 2019           | Ad Astra                          |                                        |

## Overige producties

### Televisiefilms
| Jaar | Titel                              | Opmerkingen |
| ---- | ---------------------------------- | ----------- |
| 2003 | Geheime Geschichten                |             |
| 2006 | Soundproof                         |             |
| 2008 | Frankie Howerd: Rather You Than Me |             |
| 2008 | Lost and Found                     |             |

### Televisieseries
| Jaar      | Titel           | Opmerkingen                           |
| --------- | --------------- | ------------------------------------- |
| 2014-2017 | The Leftovers   | Seizoen 1, 2 en 3                     |
| 2017      | Taboo           |                                       |
| 2017      | Guerrilla       |                                       |
| 2017      | Black Mirror    | Nosedive (aflevering 1 van seizoen 3) |
| 2018-2022 | L'amica geniale | Seizoen 1, 2, 3 en 4                  |
| 2021      | Invasion        | Seizoen 1                             |

### Documentaires
| Jaar | Titel                                  | Opmerkingen |
| ---- | -------------------------------------- | ----------- |
| 2008 | Vals Im Bashir                         |             |
| 2009 | La vie sauvage des animaux domestiques |             |
| 2010 | My Trip to Al-Qaeda                    |             |
| 2011 | How to Die in Oregon                   |             |
| 2011 | El destello                            |             |
| 2014 | The Green Prince                       |             |

## Prijzen en nominaties

### European Film Awards
| Jaar | Titel          | Categorie         | Uitslag  |
| ---- | -------------- | ----------------- | -------- |
| 2008 | Vals Im Bashir | European Composer | Gewonnen |

### Grammy Awards
| Jaar | Titel                                          | Categorie                              | Uitslag     |
| ---- | ---------------------------------------------- | -------------------------------------- | ----------- |
| 2015 | The Golden Age (Woodkid featuring Max Richter) | Best Music Video                       | Genomineerd |
| 2021 | Ad Astra                                       | Best Score Soundtrack for Visual Media | Genomineerd |

### Emmy Awards
| Jaar | Titel | Categorie                                                                                 | Uitslag     |
| ---- | ----- | ----------------------------------------------------------------------------------------- | ----------- |
| 2017 | Taboo | Outstanding Music Composition for a Series (Original Dramatic Score), voor "Aflevering 1" | Genomineerd |